# Rhus trilobata
Rhus trilobata är en sumakväxtart som beskrevs av Thomas Nuttall. Rhus trilobata ingår i släktet sumaker, och familjen sumakväxter.

## Underarter
Arten delas in i följande underarter:
- R. t. anisophylla
- R. t. pilosissima
- R. t. quinata
- R. t. racemulosa
- R. t. simplicifolia